# هانا تتر
هانا تتر (انگلیسی: Hannah Teter؛ زادهٔ ۲۷ ژانویهٔ ۱۹۸۷) اسنوبردسوار اهل ایالات متحده آمریکا است.
وی در مسابقات کشوری و بین‌المللی در مجموع برندهٔ ۲ مدال طلا، ۳ مدال نقره، ۷ مدال برنز شده‌است.